# 박상록
박상록(한국 한자: 朴常綠, 1965년 8월 13일 ~ )은 대한민국의 전 축구 선수이며, 포지션은 미드필더였다.